# Coryanthes speciosa

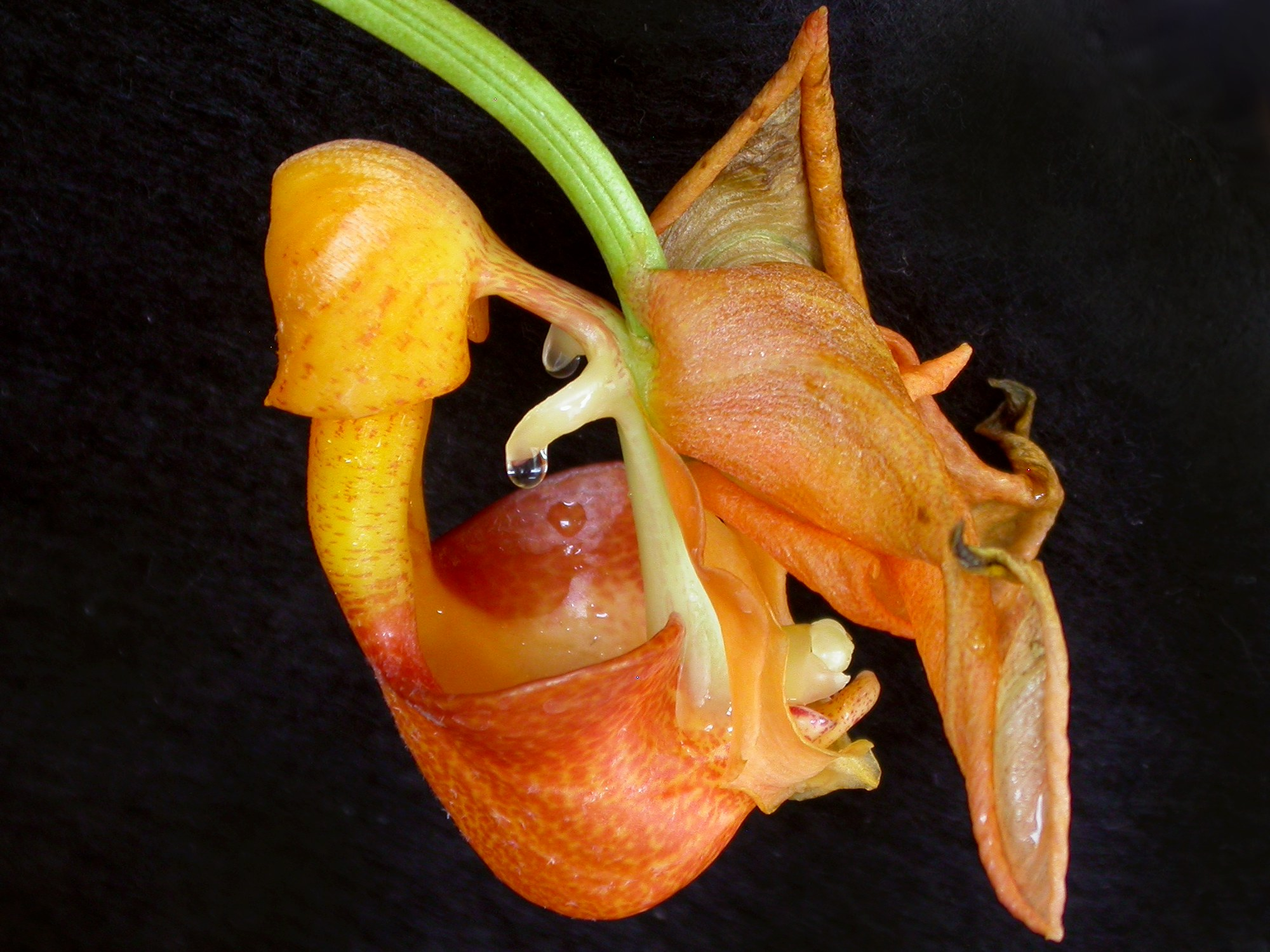
Coryanthes speciosa

Coryanthes speciosa là một loài lan.

## Hình ảnh

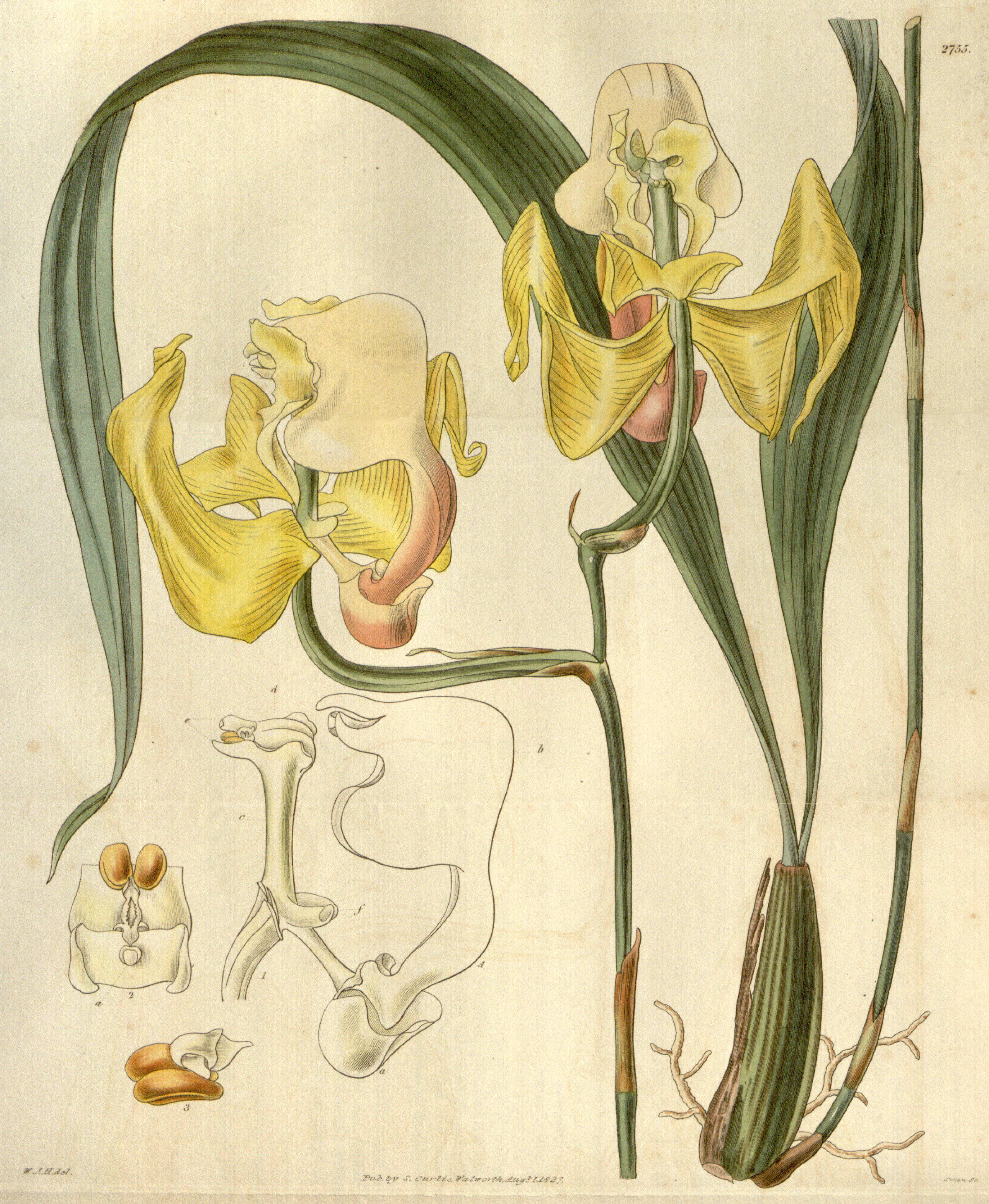
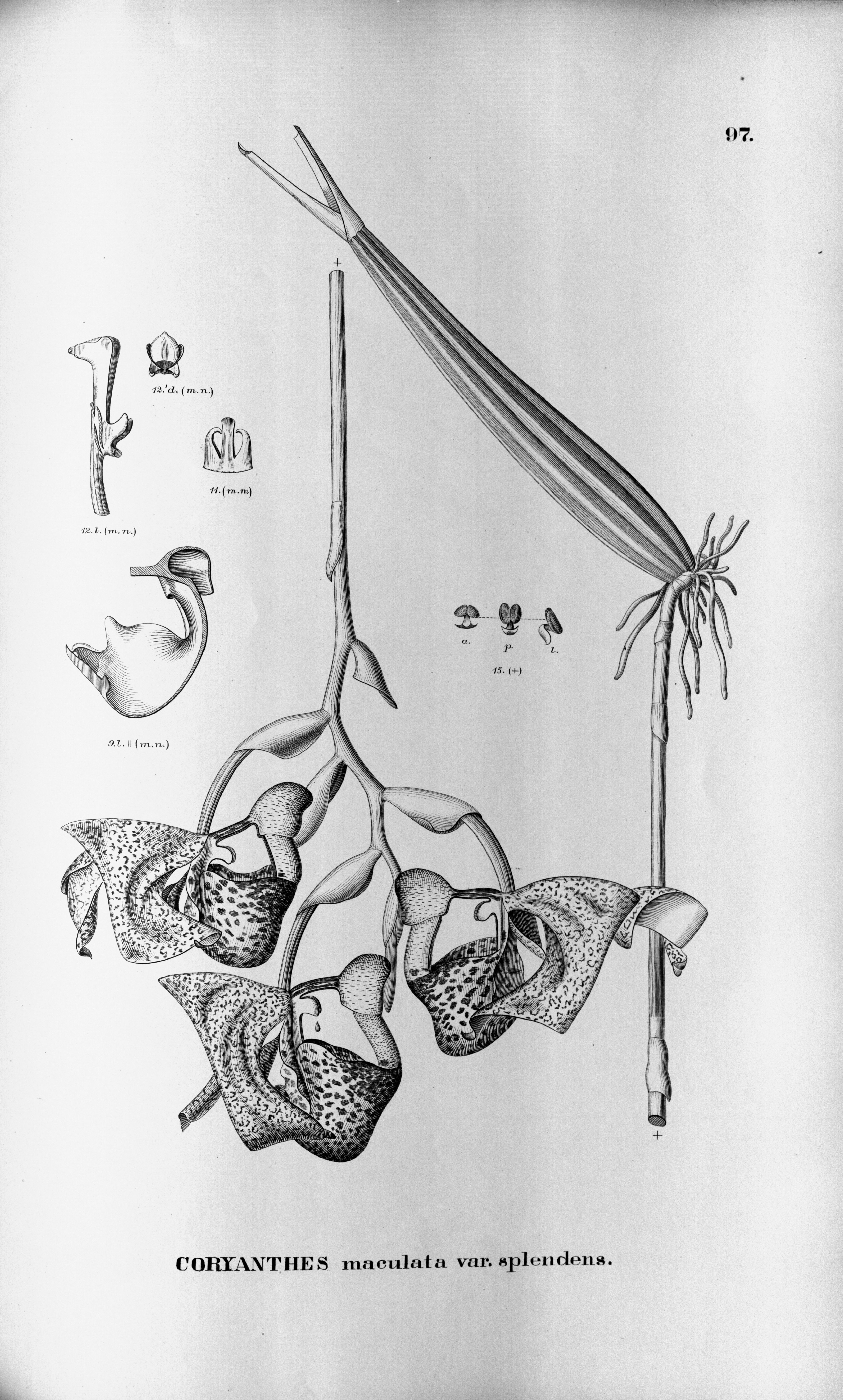
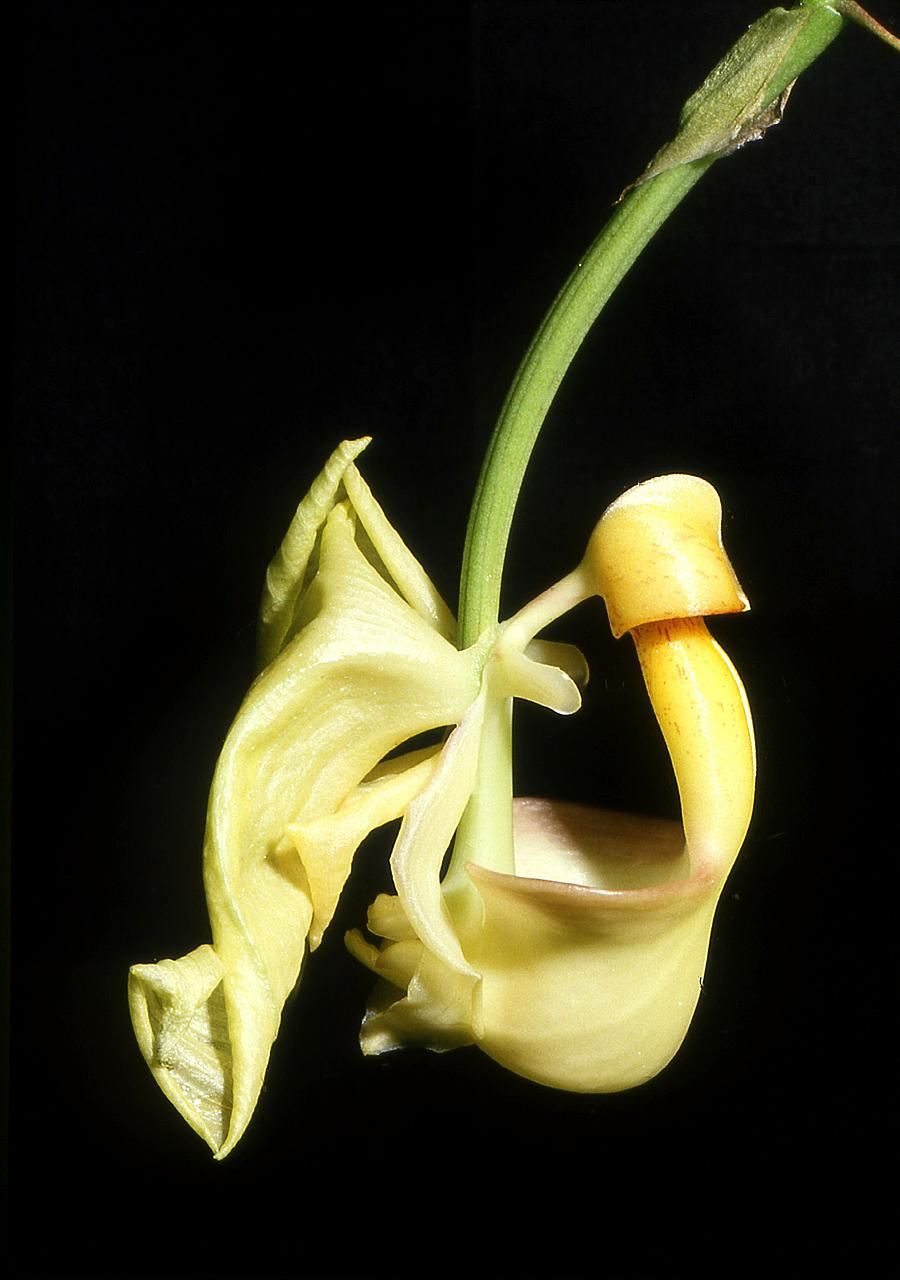
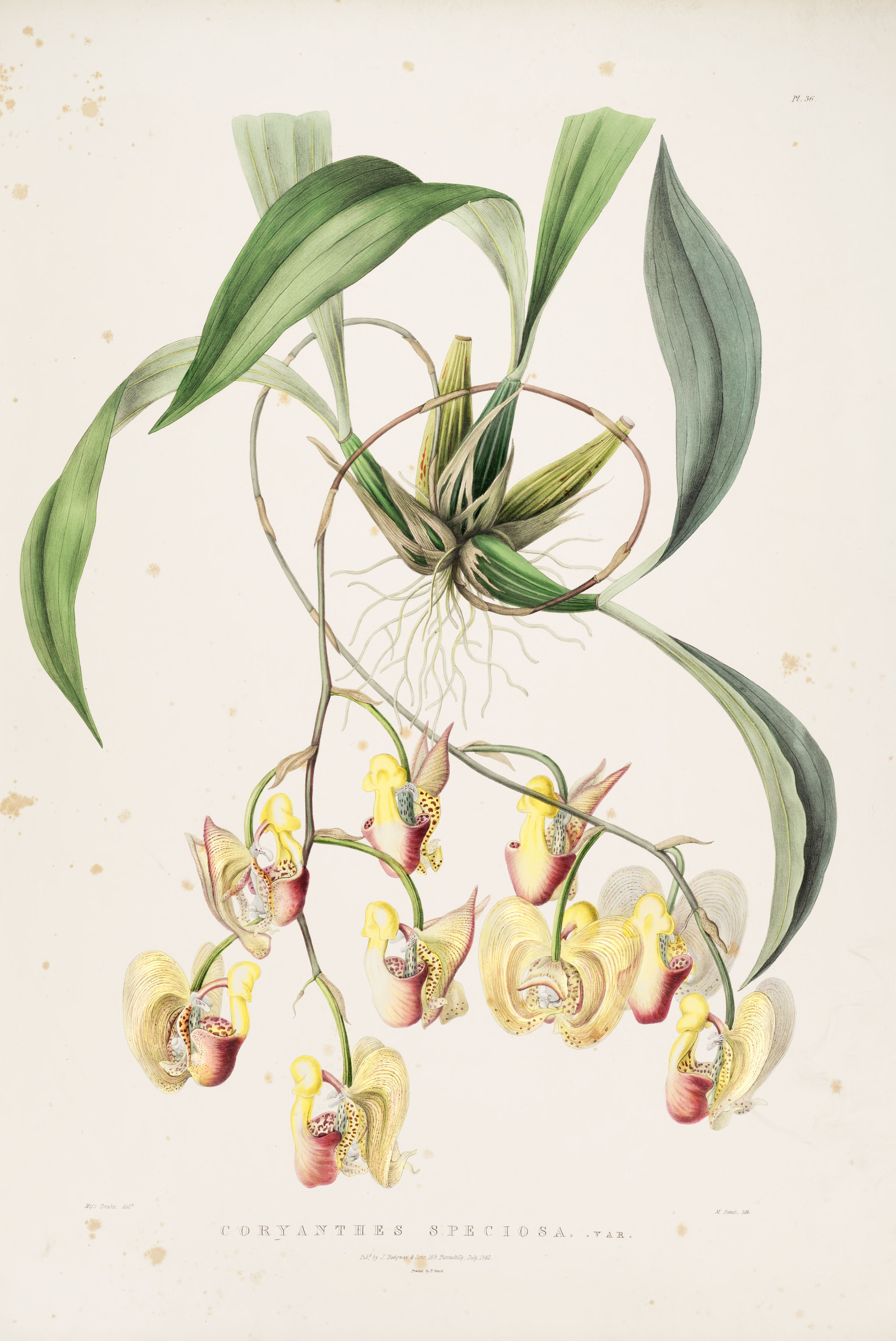